# Robert Ghindeanu
Robert Ghindeanu (n. 23 septembrie 1980, Țuglui, Județul Dolj) este un fotbalist român legitimat la Alro Slatina.